# Ruth Campbell
Pour les articles homonymes, voir Campbell.
Pas d'image ? Cliquez ici

a Compétitions nationales et continentales officielles uniquement.

b Matchs officiels uniquement.
Ruth Campbell, née le 27 juin 2003 à Dublin (Irlande), est une joueuse internationale irlandaise de rugby à XV. Elle évolue au poste de deuxième ligne. Licenciée au Old Belvedere RFC, elle porte également les couleurs du Leinster et dispute le Celtic Challenge avec la franchise des Clovers.

## Biographie
Née le 27 juin 2003 à Dublin en Irlande, Ruth Campbell fréquente l'école de rugby du Naas RFC.
Au mois de septembre 2023, elle remporte son premier titre interprovincial avec le Leinster. En suivant elle est convoquée avec l'équipe d'Irlande pour le WXV 3 disputé à Dubaï et remportée par les Irlandaises,. Puis elle remporte la deuxième édition du Celtic Challenge avec l'équipe des Clovers. Elle fait également partie du groupe élargi qui prépare le Tournoi des Six Nations 2024.
Durant l'été 2024, elle remporte à nouveau le championnat inter-provinces avec le Leinster, puis participe à la Summer Series avec l'équipe nationale des moins de 20 ans.
Sélectionnée pour le WXV 2024, elle devient internationale le 14 septembre 2024 à Ravenhill contre l'Australie (victoire 36-10) en match de préparation.

## Palmarès

### En franchise et province
- Vainqueure du championnat inter-provinces irlandaises en 2023 et 2024.
- Vainqueure du Celtic Challenge en 2024.

### En équipe nationale
- Vainqueure du WXV 3 en 2023.